# Дорер, Роберт

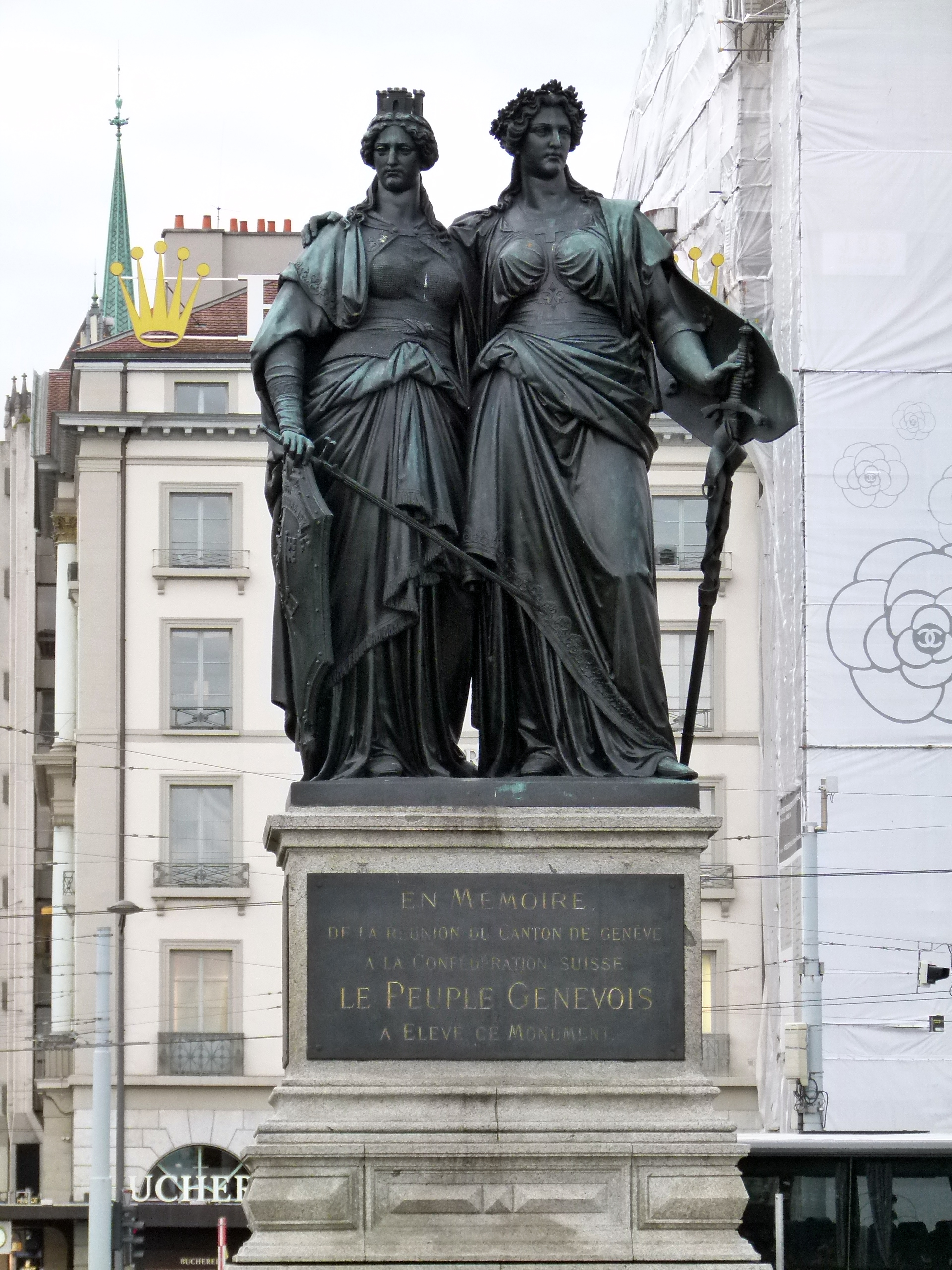
Памятник объединению Швейцарии. Женева. 1869 год

Ойген Роберт Дорер (нем. Eugen Robert Dorer; 13 февраля 1830, Баден, Швейцария — 13 апреля 1893, там же) — швейцарский скульптор. Представитель классицизма.

## Биография
Родился в семье поэта и историка литературы Эдуарда Дорер-Эглофа. Учился искусству в Мюнхенской академии художеств под руководством баварского скульптора Людвига Шванталера. В 1848 году продолжил учёбу в Дрезденской академии художеств, где был учеником профессоров Эрнста Риетшеля и Эрнст Хенеля.
В 1861 году совершил поездку в Италию. В 1872 году покинул Дрезден и организовал собственную студию в родной Швейцарии.
С 1888 по 1890 год был членом Швейцарской федеральной художественной комиссии (Eidgenössische Kunstkommission).

## Творчество
Самая известная работа Р. Дорера — национальный памятник в Женеве, символизирующий Женеву и Гельвецию (Швейцарию), объединение бывшего союза независимой Республики Швейцарии в 1814 году. Памятник представляет собой две бронзовые фигуры женщин — Республика Женева и Гельвеция (персонифицированный символ Швейцарии), обнимающие друг друга за талию. Каждая женщина держит в руках меч и щит. Поставленные на пьедестал, они смотрят на север в сторону Швейцарии.
Памятник был установлен в 1869 году. Скульптура символизирует интеграцию Женевы в Швейцарскую Конфедерацию 12 сентября 1814 года.
Кроме того, Роберт Дорер украсил снаружи Бернский музей (ныне Кантональное здание Берна) 8-ю статуями исторических деятелей Берна.